# Tall Hafjan
Tall Hafjan (arab. تل حفيان) – miejscowość w Syrii, w muhafazie Al-Hasaka. W 2004 roku liczyła 1132 mieszkańców.